# M1877 152mmカノン砲

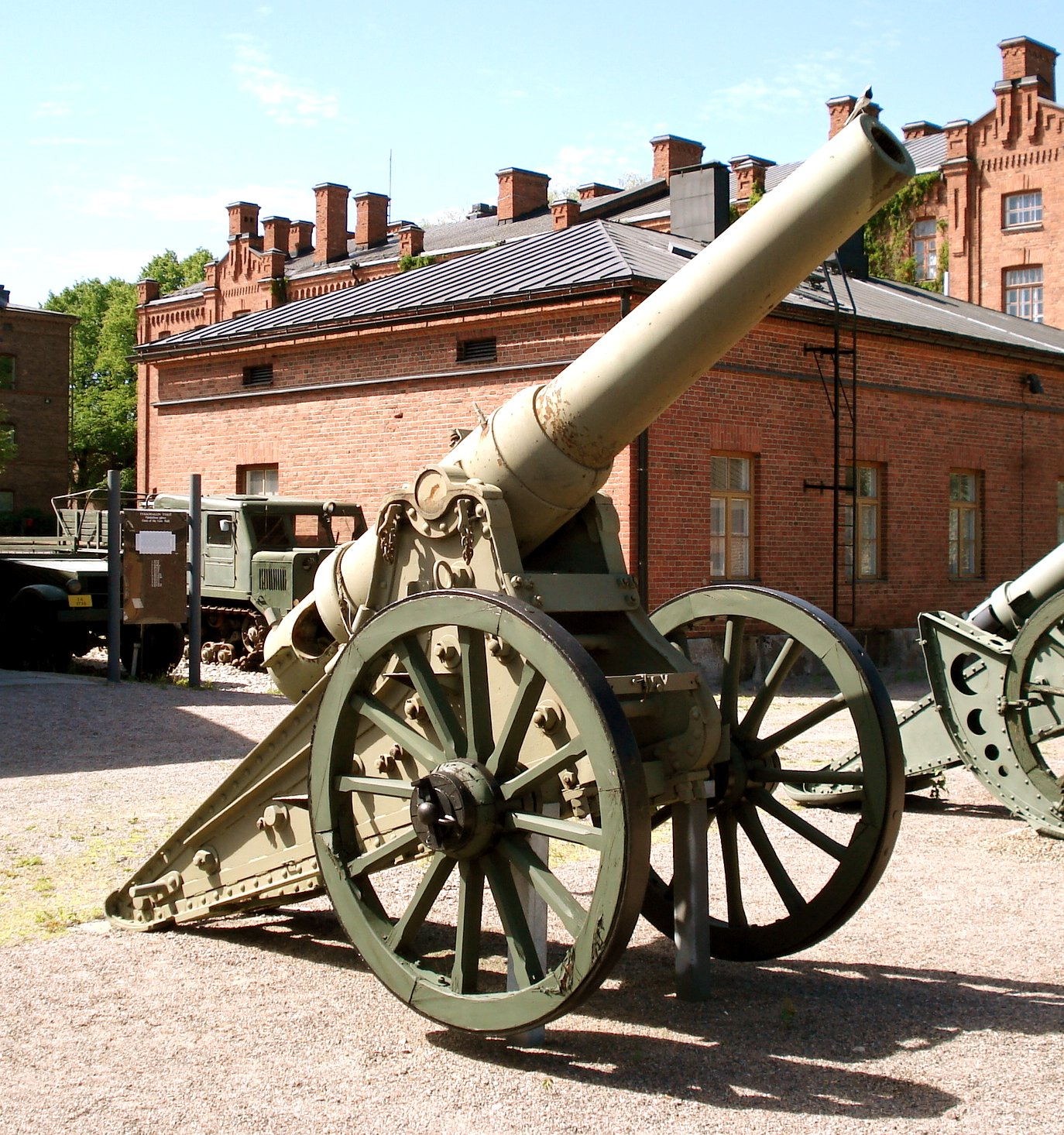
M1877 152mmカノン砲

M1877 6インチカノン砲（ロシア語：6-дюймовая осадная пушка образца 1877 года）とは、1877年にロシア帝国が制式採用した口径152mmのカノン砲である。
この砲は日露戦争や第一次世界大戦で使用されたほか、革命後もロシア内戦やフィンランド内戦などで使用された。現在、フィンランドのハメーンリンナ砲兵博物館などに残存砲が展示されている。

## スペック
- 口径：152.4mm
- 全長：m（牽引時）
- 全幅：m
- 重量：5,300kg（射撃時）
- 砲身長：3,200mm（21口径）
- 仰俯角：-5°~+45°
- 左右旋回角：°
- 運用要員：名
- 発射速度：発/分（最大）
- 射程：9,300m
- 生産期間：年~年
- 生産総数：門